# Џејн Вајат
Џејн Вајат (енгл. Jane Wyatt; Махвах, 12. август 1910 — Бел Ер, 20. октобар 2006) је била америчка глумица.

## Филмографија
| Улоге Џејн Вајат |                                  |               |                |          |
| Година           | Српски назив                     | Изворни назив | Улога          | Напомена |
| 1947.            | Џентлменски споразум             |               | Џејн           |          |
| 1986.            | Звездане стазе IV: Путовање кући |               | Аманда Грејсон |          |
| 1989.            | Амитивилски ужас 4: Зло бежи     |               | Алис Ликок     |          |